# Пезул
Пезулът е малка ниша в стената на жилищно помещение, долап, чешма или ограден зид.
Използва се за поставяне на малки предмети, а формата му е с декоративен вид. Може да представлява и издадено продължение, разширение на вдлъбнатина в стена, зид или край огнище, което се използва обикновено за седене.